# Senah Mango
Senah Mango (Lomé, 13 dicembre 1991) è un calciatore togolese, difensore del Coffrane.